# یاشیل‌حسار
یاشیل‌حسار (به ترکی استانبولی: Yeşilhisar) شهری است در کشور ترکیه که در استان قیصریه واقع شده‌است. جمعیت این شهر بر اساس سرشماری سال ۲۰۰۸ میلادی ۹٬۳۷۶ نفر و بر اساس برآوردهای سال ۲۰۰۹ میلادی ۹٬۰۰۵ نفر می‌باشد.